# Mallodeta norma
Mallodeta norma är en fjärilsart som beskrevs av Herrich-Schäffer 1854. Mallodeta norma ingår i släktet Mallodeta och familjen björnspinnare. Inga underarter finns listade i Catalogue of Life.